# اولیور چیس
اولیور چِیس (انگلیسی: Oliver Chace; ۲۴ اوت ۱۷۶۹ – ۲۱ مهٔ ۱۸۵۲) سرمایه‌دار اهل ایالات متحده آمریکا بود.